# Європейський кіноприз найкращому режисеру

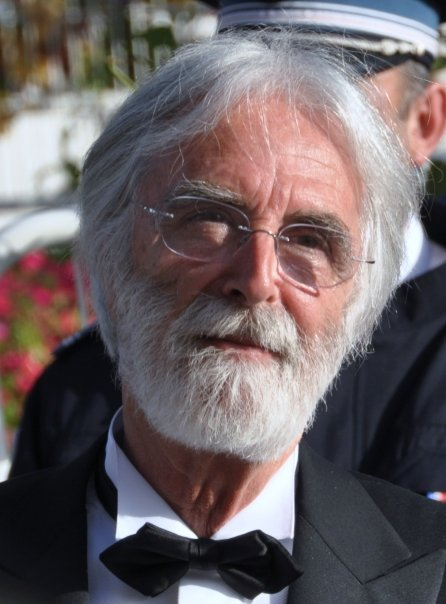
Міхаель Ганеке

Європейський кіноприз найкращому кінорежисеру
Вперше премією в цій категорії було нагороджено на першій церемонії 26 листопада 1988 року в Західному Берліні, Німеччина. Найуспішнішим режисером є австрієць Міхаель Ганеке (2005, 2009, 2012). 1988 року на премію був номінований вірменсько-український режисер Сергій Параджанов за фільм Ашик-керіб.
| Статистика                         | Режисер             | К-сть | Рік                      |
| Найбільше нагород                  | Міхаель Ганеке      | 3     | 2005, 2009, 2012         |
| Найбільше номінацій (* — Перемога) | Педро Альмодовар    | 4     | 2002*, 2004, 2006*, 2009 |
| Найбільше номінацій без перемог    | Фатіх Акін          | 2     | 2004, 2007               |
| Найбільше номінацій без перемог    | Тодорос Ангелопулос | 2     | 1989, 2004               |
| Найбільше номінацій без перемог    | Нурі Більге Джейлан | 2     | 2003, 2012               |
| Найбільше номінацій без перемог    | Андреас Дрезен      | 2     | 2002, 2008               |
| Найбільше номінацій без перемог    | Кен Лоуч            | 2     | 2002, 2006               |
| Найбільше номінацій без перемог    | Стів Макквін        | 2     | 2008, 2012               |
| Найбільше номінацій без перемог    | Майкл Вінтерботтом  | 2     | 2003, 2006               |

Нижче перераховані номінанти та лауреати. Лауреати виділені жирним шрифтом. Навпроти імені режисера вказаний фільм за який було номіновано на премію, спочатку українською мовою а в дужках мовою оригіналу.

## 1980-ті роки
1988
Вім Вендерс — Небо над Берліном (нім. Der Himmel über Berlin)
Теренс Девіс — Далекі голоси, застиглі життя (англ. Distant Voices, Still Lives)
Луї Маль — До побачення, діти (фр. Au revoir les enfants)
Мануель де Олівейра — Канібали (порт. Os Canibais)
Сергій Параджанов — Ашик-керіб (груз. აშიკ-ქერიბი)

1989
Ґезо Беремені — Ельдорадо (угор. Eldorádó)
Тодорос Ангелопулос — Пейзаж в тумані (грец. Τοπίο στην ομίχλη)
Мачі Дейчер — 300 миль до неба (пол. 300 mil do nieba)
Василь Пічул — Маленька Віра (рос. Маленькая Вера)
Джим Шерідан — Моя ліва нога (англ. My Left Foot)

## 1990-ті роки
1990 — 1999 — премію не присуджували

## 2000-ні роки
2000 — премію не присуджували
2001
Жан-П'єр Жене — Амелі (фр. Le Fabuleux Destin d’Amélie Poulain)
Хосе Луїс Ґарсі — Історія часу (ісп. Una historia de entonces)
Петер Готар — Паспорт (угор. Paszport)
Ерманно Ольмі — Великий Медичі: Лицар війни (італ. Il mestiere delle armi)
Франсуа Озон — Під піском (фр. Sous le sable)
Ерік Ромер — Англійка і герцог (фр. L'Anglaise et le Duc)
2002
Педро Альмодовар — Поговори з нею (ісп. Hable con ella)
Марко Беллоккьо — Релігійна освіта (італ. L'ora di religione)
Андреас Дрезен — Половина сходів (нім. Halbe Treppe)
Акі Каурісмякі — Людина без минулого (фін. Mies vailla menneisyyttä)
Майк Лі — Все або нічого (англ. All or Nothing)
Кен Лоуч — Милі шістнадцять років (англ. Sweet Sixteen)
Роман Полянський — Піаніст (англ. The Pianist)
Олександр Сокуров — Російський ковчег (рос. Русский ковчег)
2003
Ларс фон Трієр — Доґвіль (англ. Dogville)
Вольфганг Беккер — Ґуд бай, Ленін! (нім. Good Bye, Lenin!)
Нурі Бельге Джейлан — Відчуження (тур. Uzak)
Ісабель Койшет — Моє життя без мене (англ. My Life Without Me)
Марко Тулліо Джордана — Найкращі роки молодості (італ. La meglio gioventù)
Майкл Вінтерботтом — Весь цей світ (англ. In This World)
2004
Алехандро Аменабар — Море всередині (ісп. Mar adentro)
Фатіх Акін — Головою об стіну (нім. Gegen die Wand)
Педро Альмодовар — Погане виховання (ісп. La mala educación)
Тодорос Ангелопулос — Трилогія 1:Плаче луг (грец. Τριλογία 1: Το Λιβάδι που δακρύζει)
Німрод Антал — Контроль (угор. Kontroll)
Аньєс Жауі — Подивись на мене (фр. Comme une image)
2005
Міхаель Ганеке — Приховане (фр. Caché)
Сюзанна Бір — Брати (дан. Brødre)
Роберто Фаєнца — У світлі сонця (італ. Alla luce del sole)
Алекс Де Ла Іглесіас — Ідеальний злочин (ісп. Crimen Ferpecto)
Павло Павліковський — Моє літо кохання (англ. My Summer of Love)
Крісті Пую — Смерть пана Лазареску (рум. Moartea domnului Lăzărescu)
Вім Вендерс — Заходьте без стуку (англ. Don't Come Knocking)
2006
Педро Альмодовар — Повернення (ісп. Volver)
Сюзанна Бір — Після весілля (дан. Efter brylluppet)
Емануель Креалезе — Новий світ (італ. Nuovomondo)
Флоріан Генкель фон Доннерсмарк — Життя інших (нім. Das Leben der Anderen)
Кен Лоуч — Вітер, що гойдає верес (англ. The Wind That Shakes the Barley)
Майкл Вінтерботтом, Мет Вайткрос — Дорога на Гуантанамо (англ. The Road to Guantanamo)
2007
Крістіан Мунджіу — Чотири місяці, три тижні і два дні (рум. 4 luni, 3 săptămâni şi 2 zile)
Фатіх Акін — На краю раю (нім. Auf der anderen Seite)
Рой Андерссон — Ти, що живеш (швед. Du levande)
Стівен Фрірз — Королева (англ. The Queen)
Кевін МакДональд — Останній король Шотландії (англ. The Last King of Scotland)
Джузеппе Торнаторе — Незнайомка (італ. La sconosciuta)
2008
Маттео Гарроне — Гомора (італ. Gomorra)
Лоран Канте — Клас (фр. Entre les murs)
Андреас Дрезен — На дев'ятому небі (нім. Wolke 9)
Арі Фольман — Вальс з Баширом (івр. ואלס עם באשיר)
Стів Макквін — Голод (англ. Hunger)
Паоло Соррентіно — Дивовижний (італ. Il Divo)
2009
Міхаель Ганеке — Біла стрічка (нім. Das weiße Band)
Педро Альмодовар — Розірвані обійми (ісп. Los abrazos rotos)
Андреа Арнольд — Акваріум (англ. Fish Tank)
Жак Одіар — Пророк (фр. Un prophète)
Денні Бойл — Мільйонер із нетрів (англ. Slumdog Millionaire)
Ларс фон Трієр — Антихрист (англ. Antichrist)

## 2010-ті роки
2010
Роман Полянський — Примара (англ. The Ghost Writer)
Олів'є Ассаяс — Карлос (англ. Carlos)
Семіх Капланоглу — Мед (тур. Bal)
Самюель Маоз — Ліван (івр. לבנון)
Паоло Вірдзі — Перша гарна річ (італ. La prima cosa bella)

2011
Сюзанна Бір — Помста (дан. Hævnen)
Брати Дарденн — Хлопчик з велосипедом (фр. Le Gamin au vélo)
Акі Каурісмякі — Гавр (фр. Le Havre)
Бела Тарр — Туринський кінь (угор. A torinói ló)
Ларс фон Трієр — Меланхолія (англ. Melancholia)

2012
Міхаель Ганеке — Любов (фр. Amour)
Нурі Більге Джейлан — Одного разу в Анатолії (тур. Bir Zamanlar Anadolu'da)
Стів Макквін — Сором (англ. Shame)
Паоло Тавіані, Вітторіо Тавіані — Цезар має померти (італ. Cesare deve morire)
Томас Вінтерберг — Полювання (дан. Jagten)
2013
Паоло Соррентіно — Велика краса (італ. La grande bellezza)
Джузеппе Торнаторе — Найкраща пропозиція (італ. La migliore offerta): Пабло Бергер — Білосніжка (ісп. Blancanieves)
Абделатіф Кешиш — Життя Адель (фр. La Vie d'Adèle – Chapitres 1 & 2)
Франсуа Озон — У будинку (фр. Dans la maison): Фелікс Ван Гроенгінен — Розірване коло (англ. The Broken Circle Breakdown)
2014
Павел Павліковський — Іда (пол. Ida)
Нурі Більге Джейлан — Зимова сплячка (Kış Uykusu)
Стівен Найт — Лок (англ. Locke)
Рубен Естлунд — Форс-мажор (швед. Turist)
Паоло Вірзі — Ціна людини  (італ. Il capitale umano)
Андрій Звягінцев — Левіафан (рос. Левиафан)
2015
Паоло Соррентіно — Юність (англ. Youth)
Малгожата Шумовська — Тіло (пол. Ciało)
Йоргос Лантімос — Лобстер (англ. The Lobster)
Нанні Моретті — Моя мама (італ. Mia Madre)
Рой Андерссон — Сидів голуб на гілці, міркуючи про буття (швед. En duva satt på en gren och funderade på tillvaron)
Себастьян Шиппер — Вікторія (нім. Victoria)
2016
Марен Аде — Тоні Ердманн (нім. Toni Erdmann)
Педро Альмодовар —  Джульєтта (ісп. Julieta)
Кен Лоуч — Я, Деніел Блейк (англ. I, Daniel Blake)
Крістіан Мунджіу — Випускний (рум. Bacalaureat)
Пол Верговен — Вона (фр. Elle)
2017
Рубен Естлунд — Квадрат (англ. The Square)
Ільдіко Еньєді — Тіло і душа (угор. Testről és lélekről)
Андрій Звягінцев — Нелюбов (рос. Нелюбовь)
Акі Каурісмякі — По той бік надії (фін. Toivon tuolla puolen)
Йоргос Лантімос — Убивство священного оленя (англ. The Killing of a Sacred Deer)
2018
Павел Павліковський — Холодна війна (пол. Zimna wojna)
Алі Аббасі — На межі світів (швед. Gräns)
Маттео Ґарроне — Догмен (англ. Dogman)
Самуель Маоз — Фокстрот (івр. פוֹקְסטְרוֹט)
Аліче Рорвахер — Щасливий Ладзаро (італ. Lazzaro felice)